# 隆舜
隆舜（861年—897年），又名法尧，世隆之子，南诏第二代皇帝，877年至897年在位，谥武宣皇帝。

## 生平
877年，世隆去世，隆舜即位，878年改元贞明，后又改元承智、大同。隆舜改国号为大封民，也作鹤拓。879年，遣使向唐朝求和亲，和唐朝达成和亲协议，880年，唐朝嗣曹王李龟年为宗正少卿出使云南和亲。由于唐朝不久因黃巢之乱陷于内乱，事不成。881年，上表附唐。883年，唐朝以宗室女为安化长公主许配给他。885年，遣宰相赵隆眉、清平官杨奇鲲、段义宗迎公主。唐僖宗用高骈之计，将三人鸩杀。隆舜沉湎田猎，委国政于臣下，897年，清平官郑买嗣指使南诏蒙氏之近臣杨登，在善阐城杀死南诏皇帝隆舜，隆舜子舜化贞即位。

## 私生子
据《南诏野史》称，美女弥录与隆舜私通，生下两个私生子：杨干贞和杨诏，后来都成为大义宁皇帝。

## 年号
- 贞明承智大同：877年－888年（現代認為是貞明、承智、大同三個年號）
- 嵯耶：889年－897年

## 脚注
1. ↑  《新唐书》等书记载为“法”，《滇史》和《云南志略》记载为“法尧”[1]。
2. ↑  《新唐书》作“圣明文武皇帝”，《南诏野史》等书作“武宣皇帝”或“宣武皇帝”，南诏中兴二年《中兴图传》（又名《南诏图传》）作“武宣皇帝”，据改。